# Federazione di rugby a 15 della Colombia
La Federazione Rugby XV della Colombia (in spagnolo Federación Colombiana de Rugby) è l'organo che governa il Rugby a 15 in Colombia.
Affiliata all'International Rugby Board, è inclusa fra le nazionali di terzo livello senza esperienze di Coppa del Mondo.